# Voukoliés
Voukoliés är en ort i Grekland.   Den ligger i prefekturen Nomós Chaniás och regionen Kreta, i den södra delen av landet, 280 km söder om huvudstaden Aten. Voukoliés ligger 103 meter över havet och antalet invånare är 3 296.
Terrängen runt Voukoliés är huvudsakligen kuperad, men åt nordost är den platt. Runt Voukoliés är det ganska glesbefolkat, med 48 invånare per kvadratkilometer. Närmaste större samhälle är Plataniás, 11,2 km nordost om Voukoliés. 